# Paul Jaume
Pour les articles homonymes, voir Jaume.
Paul Jaume, né le 9 avril 1875 à Nîmes et mort le 8 janvier 1932 à Castel del Piano, est un militant royaliste français.

## Biographie
Né le 9 avril 1875, Paul Jaume est le fils de Marie-Julie Duplissy et de Pierre Jaume, charcutier à Nîmes, rue Porte-de-France.
Catholique royaliste, Paul Jaume est le vice-président de la Jeunesse royaliste de Nîmes en 1896 et le président du cercle Saint-François de Sales de cette même ville en 1897. La même année, il prend la direction d'un nouvel hebdomadaire nîmois, La Gazette royaliste. Antisémite et antidreyfusard, Jaume invective brutalement l'anarchiste Edmond Villeméjane en décembre 1898, celui-ci ayant placardé des affiches dreyfusardes et jugées hostiles à l'armée. Jugé pour « tapage injurieux », il est acquitté tandis que Villeméjane est condamné à 11 francs d'amende. Entre 1899 et 1900, Jaume dirige un autre journal nîmois, Le Clairon du Midi, « hebdomadaire catholique, royaliste, anti-juif ».
En 1899, Jaume est installé à Paris, rue Saint-Denis, où il est arrêté le 12 septembre dans le cadre du vaste « coup de filet » préalable au procès des comploteurs antidreyfusards devant la Haute Cour. Il est libéré au bout de vingt-quatre heures mais une perquisition est opérée au domicile qu'il occupait auparavant, chez ses grands-parents, à Nîmes.
Membre ou orateur de plusieurs groupes royalistes parisiens (dont « La Rapière française »), Jaume reçoit, le 25 avril 1901, l'investiture du comité royaliste du 11e arrondissement en vue des élections législatives de 1902. Il dépose ainsi sa candidature dans la première circonscription de cet arrondissement (quartier de la Folie-Méricourt), dont le député sortant est le socialiste Jean Allemane. Avec seulement 365 voix (soit 3,3% des inscrits), il n'arrive qu'en sixième position au soir du premier tour. Considérant sa mission comme terminée, il se retire avant le second tour sans appeler à voter pour le candidat nationaliste le mieux placé, Albert Congy, ce dernier ayant fait savoir au début du mois qu'il ne se désisterait jamais en faveur d'un royaliste.

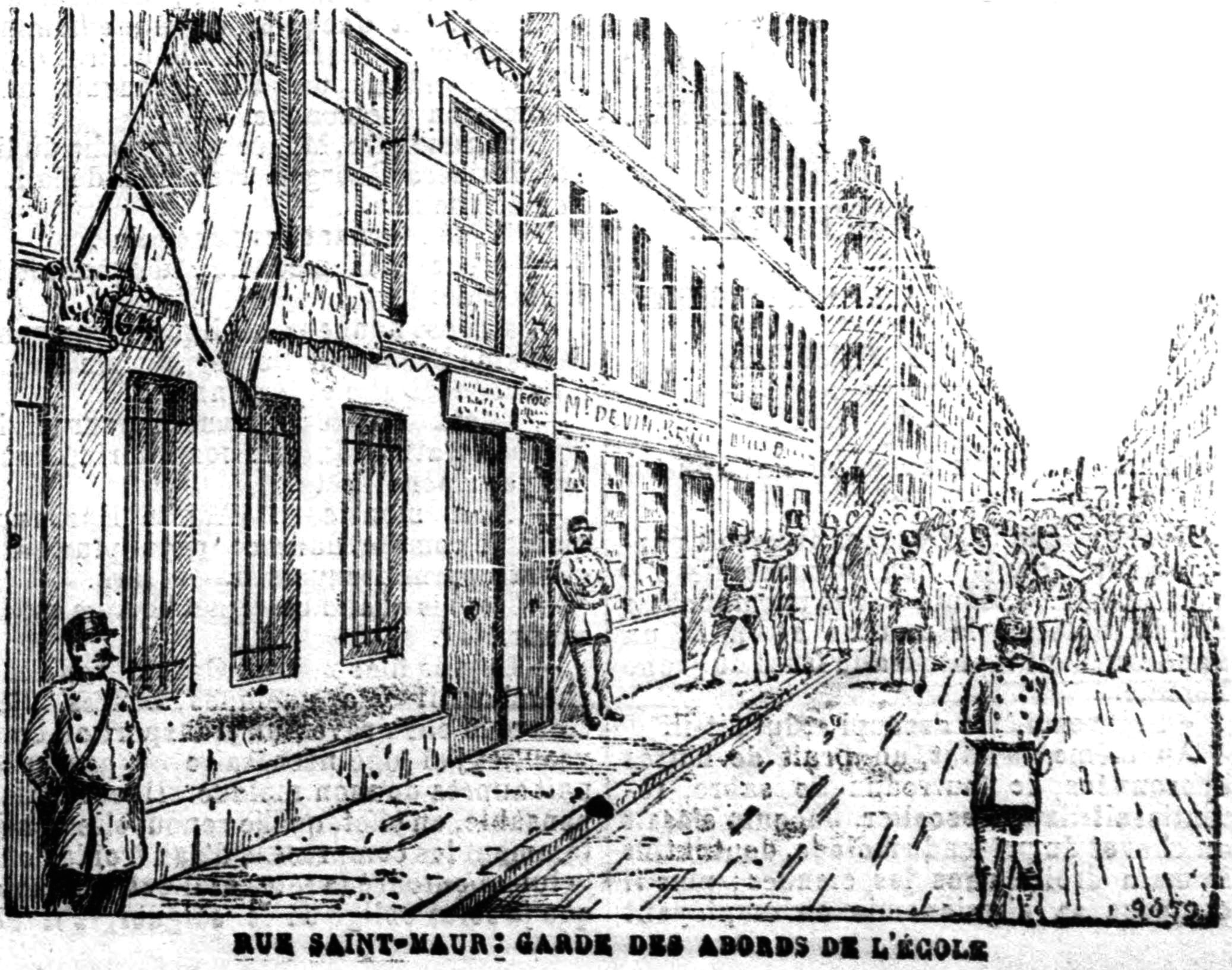
L'école des sœurs de Sainte-Marie, rue Saint-Maur, où Jaume et ses camarades se sont retranchés le 24 juillet 1902.

Opposé à l'expulsion des congrégations, Jaume prête main-forte à Jules Girard et André Gaucher lors de l'occupation de l'école des sœurs augustines de Sainte-Marie de la rue Saint-Maur en juillet 1902. L'année suivante, il est arrêté avec plusieurs autres manifestants pour avoir brisé les scellés d'un autre établissement menacé par la politique combiste, le couvent des Rédemptoristes du boulevard de Ménilmontant. Il est condamné pour ce délit à quinze jours de prison. En 1906, pendant la querelle des inventaires, il préside un comité de vigilance qui tente d'empêcher l'inventaire de l'église Saint-Denis-de-l'Estrée. À ce titre, il subit une nouvelle perquisition en avril 1906, dans le cadre d'un nouveau « coup de filet » organisé par Clemenceau en anticipation des manifestations du Premier mai.
Présenté comme « industriel » sur son acte de mariage en 1908, Paul Jaume devient par la suite caissier du journal royaliste L'Action française.
Le 2 juin 1908, Paul Jaume a épousé Louise-Léopoldine Barthélemy (1879 – 1917), née comme lui à Nîmes, fille de Jeanne-Marie-Françoise Benoît de Laval et de Léon-Joseph-Félix Barthélemy, journaliste et ancien confiseur.
En 1915, Paul Jaume se rend en Italie pour y représenter une firme industrielle. L'année suivante, les époux Jaume se séparent. Après plusieurs tentatives pour renouer avec son mari, Louise-Léopoldine se résout à entamer une procédure de divorce. Installée à Paris, elle y est séduite par le tueur en série Landru, dont elle deviendra la neuvième victime connue.
Paul Jaume est mort en Toscane en 1932.